# Точка Лемуана
То́чка Лемуа́на (точка пересечения симедиан, точка Гребе, обозначается {\displaystyle K} или {\displaystyle L}) — одна из замечательных точек треугольника.

## Определение
У точки Лемуана существует три равносильных определения:
- точка пересечения прямых, соединяющих каждую вершину треугольника с точками пересечения касательных к описанной окружности, проведённых из двух других вершин.
- точка пересечения симедиан.
- точка пересечения прямых, соединяющих середины сторон треугольника с серединами соответствующих им высот.

Утверждение о равносильности первых двух определений называется теоремой о симедиане.
Пусть {\displaystyle A_{1}} — точка пересечения касательных в вершинах {\displaystyle B} и {\displaystyle C} к описанной окружности, {\displaystyle A_{M}} — середина стороны {\displaystyle BC}. Тогда, так как {\displaystyle BC} — поляра точки {\displaystyle A_{1}} относительно описанной окружности, а {\displaystyle A_{M}} — основание перпендикуляра на сторону {\displaystyle BC} из центра описанной окружности. Из определения поляры следует, что точки {\displaystyle A_{1}} и {\displaystyle A_{M}} симметричны относительно окружности. Пусть точка {\displaystyle A_{0}} — середина дуги {\displaystyle BC} описанной окружности, не содержащей точки {\displaystyle A}. Тогда {\displaystyle \angle A_{0}AA_{M}=\angle A_{0}AA_{1}}, то есть прямая {\displaystyle AA_{1}} и медиана {\displaystyle AA_{M}} симметричны относительно биссектрисы {\displaystyle AA_{0}}. Аналогично симметричны медианам другие две прямые, построенные таким образом. Но их точка пересечения — точка Лемуана, а, значит, точка Лемуана изогонально сопряжена точке пересечения медиан и является точкой пересечения симедиан.

### Шестиугольник Лемуана, вписанный в данный опорный треугольник
Шестиугольник Лемуана представляет собой шестиугольник, около которого можно описать окружность. Его вершинами являются шесть точек пересечениями сторон треугольника с тремя линиями, которые параллельны сторонам и которые проходят через его точку Лемуана. В любом треугольнике шестиугольник Лемуана находится внутри треугольника с тремя парами вершин, лежащих попарно на каждой стороне треугольника.

### Круги Лемуана
Лемуан доказал, что если прямые линии проходят через точку Лемуана параллельно сторонам треугольника, то шесть точек пересечения линий и сторон треугольника лежат на одной окружности, или что они лежат на окружности. . Эта окружность теперь известна, как первый круг или окружность Лемуана, или просто как круг Лемуана.. Иными словами, шестиугольник Лемуана, определенный выше, является вписанным в окружность Лемуана.

## История
Впервые точку Лемуана (Lemoine Point) обнаружил (1809) швейцарский геометр и тополог Симон Антуан Жан Люилье. Этой точке было посвящено исследование (1847) Эрнста Вильгельма Гребе (Grebe), в честь которого в Германии она называлась точкой Гребе (Grebe point). Точка названа в честь французского геометра Эмиля Лемуана, опубликовавшего доказательство существования точки (1873).
Росс Хонсберегер (Ross Honsberger) назвал существование точки Лемуана "одним из драгоценных камней в короне современной геометрии".

## Свойства
- Сумма квадратов расстояний от точки на плоскости до сторон треугольника минимальна, когда эта точка является точкой Лемуана.
- Расстояния от точки Лемуана до сторон треугольника пропорциональны длинам сторон.
- Точка Лемуана является точкой пересечения медиан треугольника, образованного проекциями точки Лемуана на стороны. Более того, такая точка единственна.
- Точка Лемуана является точкой Жергонна треугольника, образованного касательными к описанной окружности в вершинах треугольника. Этот треугольник называется тангенциальным треугольником.
- Точка Лемуана изогонально сопряжена точке пересечения медиан
- Точка Лемуана изотомически сопряжена его точке Брокара (третьей, в энциклопедии центров треугольника обозначенной как Х(76) ).
- Точка Лемуана является антиперспектором описанной окружности. Трилинейные поляры точек на описанной окружности проходят через точку Лемуана.

- Окружность, построенная на отрезке {\displaystyle OK} ({\displaystyle O} — центр описанной окружности) как на диаметре, содержит точки Брокара. Эта окружность называется окружностью Брокара.
- Прямая {\displaystyle OK} называется осью Брокара. Она содержит точки Аполлония и изогонально сопряжена гиперболе Киперта.
- Две точки Торричелли и точка Лемуана лежат на одной прямой.
- Точки Аполлония лежат на прямой, соединяющей центр описанной окружности с точкой Лемуана. Эта прямая называется осью Брокара.
- При проективных преобразованиях, сохраняющих описанную окружность треугольника, точка Лемуана будет переходить в точку Лемуана образа этого треугольника.
- Эллипс с фокусами в точках Брокара называется эллипсом Брокара. Его перспектором служит точка Лемуана [4].

### Две окружности Лемуана
- Если провести через точку Лемуана отрезки, параллельные сторонам треугольника, с концами на сторонах, то концы этих отрезков будут лежать на одной окружности (на первой окружности Лемуана). Центром первой окружности Лемуана является середина отрезка, который соединяет центр описанной окружности треугольника с точкой Лемуана. [5]
- Если провести через точку Лемуана отрезки, антипараллельные сторонам треугольника, с концами на сторонах, то концы этих отрезков будут лежать на одной окружности (на второй окружности Лемуана). Точка Лемуана будет её центром. [6]

### Координаты
- Трилинейные координаты точки Лемуана — {\displaystyle (a:b:c)},
- барицентрические — {\displaystyle (a^{2}:b^{2}:c^{2})}.